# Qazigund
Qazigund is een stad en “notified area” in het district Anantnag van het Indiase unieterritorium Jammu en Kasjmir.

## Demografie
Volgens de Indiase volkstelling van 2001 wonen er 4.307 mensen in Qazigund, waarvan 62% mannelijk en 38% vrouwelijk is. De plaats heeft een alfabetiseringsgraad van 67%.